# Wages of Sin
Wages of Sin è il quarto album in studio del gruppo musicale svedese Arch Enemy, pubblicato il 25 aprile 2001 dalla Century Media Records.

## Tracce
1. "Enemy Within" – 4:21
2. "Burning Angel" – 4:17
3. "Heart of Darkness" – 4:52
4. "Ravenous" – 4:06
5. "Savage Messiah" – 5:18
6. "Dead Bury Their Dead" – 3:55
7. "Web of Lies" – 3:56
8. "The First Deadly Sin" – 4:20
9. "Behind the Smile" – 3:28
10. "Snow Bound" (Instrumental) – 1:34
11. "Shadows and Dust" – 4:27
12. "Lament of a Mortal Soul" (traccia bonus) – 6:36

CD bonus
1. "Starbreaker" (cover dei Judas Priest) – 3:27
2. "Aces High" (cover degli Iron Maiden) – 4:26
3. "Scream of Anger" (cover degli Europe) – 3:50
4. "Diva Satanica" – 3:46
5. "Fields of Desolation '99" – 5:33
6. "Damnation's Way" – 3:49
7. "Hydra" – 0:57

## Formazione
- Angela Gossow – voce (CD 1)
- Johan Liiva – voce (CD 2)
- Michael Amott – chitarra ritmica e solista
- Christopher Amott – chitarra ritmica e solista
- Sharlee D'Angelo – basso
- Daniel Erlandsson – batteria